# Казбука
Казбука српска је телевизијска мрежа која је покренута 23. марта 2020. године. Налази се у власништву групације Minacord Media, која је у власништву Жељка Јоксимовића. Седиште мреже налази се на адреси Дечанска 12, спрат 7, Београд.

## Програм
- Пепа Прасе
- Томас и пријатељи
- Бројање са Паулом
- Фиксизи
- Клуб 57
- Фин Тин
- Проблемџије
- На тренингу
- Мамин сан
- ћаскалица
- Послови
- Супер бака
- Непотребно знање
- Распакивање
- Џаст кидинг
- Мозгалићи